# Neomyro circe
Neomyro circe là một loài nhện trong họ Toxopidae.
Loài này thuộc chi Neomyro. Neomyro circe được miêu tả năm 1973 bởi Raymond Robert Forster & Wilton.